# Nestea
Nestea – niegazowany, bezalkoholowy napój herbaciany przeznaczony do spożywania na zimno, zarejestrowany znak towarowy Société des Produits Nestlé S.A. Obecnie napój produkowany jest przez Maspex.
Od 2001 do końca 2017 roku za produkcję i dystrybucję napojów odpowiedzialny był koncern The Coca-Cola Company na podstawie joint-venture BPW zawartego między Nestlé i Coca Colą. W ramach porozumienia kończącego współpracę Coca-Cola zachowała licencję na produkcję i sprzedaż Nestea w Kanadzie, Hiszpanii, Portugalii, Andorze, Rumunii, na Węgrzech oraz w Bułgarii.
Na początku 2018 roku firma Hoop Polska podpisała umowę z Nestlé, zgodnie z którą firma przejęła wyłączną licencję w zakresie dystrybucji napojów Nestea w Polsce. Koncern Hoop Polska zdecydował się wówczas na zmianę komunikacji wizualnej (w tym zmianę logo) i składu produktów.
W maju 2019  roku Maspex  otrzymał od Nestle licencję na produkcję i dystrybucję marki na terenie Rumunii, Węgier  i Bułgarii, a w 2020 roku została ona rozszerzona o terytorium Albanii i Północnej Macedonii.  Również w 2020 roku Maspex otrzymał licencję obejmującą Polskę, Litwę, Łotwę, Estonię, Czechy i Słowację. Wówczas napój wrócił do starej szaty graficznej i składu z czasów produkcji przez The Coca-Cola Company.
Od sierpnia 2019 roku wznowiono dystrybucję napojów Nestea w Austrii i Niemczech w poprzednim składem i grafiką. Stało się tak dzięki nowo zawartej współpracy Columbus Drinks, a Nestlé.

## Certyfikaty
Produkty marki Nestea posiadają certyfikat Rainforest Alliance (RFA). Certyfikat ten przyznawany jest markom, które przykładają wyjątkową uwagę do warunków zatrudniania pracowników oraz dbają o zrównoważony rozwój.